# 統計的因果推論
統計的因果推論（とうけいてきいんがすいろん、英: Causal inference in statistics）とは、実験データや観察データから得られた不完全な情報をもとに、事象の因果効果を統計的に推定していくことである。20世紀後半から、ジューディア・パールや、ドナルド・ルービンらによって発展を遂げた。なお、「因果推論(Causal inference)」とのみ言う場合は、統計学に限らず哲学などを含めた、より広範な領域の議論を含むが、統計学、データサイエンス、経済学に関連する文脈で「因果推論」と言われる場合、しばしば「統計的因果推論」の手法に関わるものを指していることが多い。

## 手法
統計的因果推論のより具体的な手法としては、次のようなものが含まれる。

### 実験計画法
- ランダム化比較試験（RCT：randomized controlled trial）：
  - RCTは、大きく分けて（１）心理実験などで用いられる実験室実験によるRCT、（２）特に社会科学分野で行われるフィールド実験（実生活の様々なフィールドでのRCT）、（３）サーベイ実験（調査票でのRCT）の３つに分かれる
- 自然実験(Natural experiment)

　RCTのような介入をこれから行う実験のことを「前向き研究」、介入がすでに起こったものを後から観察するような自然実験の結果観察を「後向き研究」という呼び方で区別することも多い。なお、統計的因果推論の定義の一つとして、反事実モデル （Counterfactual Model）を採用した推論であるとされ、「統計的因果推論」といった場合には、RCTを含まずに、後向き研究の範囲のみを指しているのではないかと思われる場合が多い。

### 介入効果の推定に適用可能とされる解析手法
- 条件付き交換性 (conditional exchangeability: CE)を満たすような共変量の条件付けができる場合
  - 共変量 covariateの選択
  - 標準化（standardization）や IPW（Inverse Probability Weighting）による平均処理効果(ATE:Average Treatment Effect)の推定
  - 層別やマッチングによる 条件付き平均処置効果（conditional average treatment effect: CATE） の推定
  - 傾向スコア・マッチング（Propensity Score Matching、PSM）
- 条件付き交換性 (conditional exchangeability: CE)を満たすような共変量の条件付けができない場合
  - 操作変数法（instrumental variable: IV），Marginal Treatment Effect（MTE），部分識別（partial identification: PI）[3]
  - 回帰不連続デザイン（Regression Discontinuity Design, RDD）
  - 固定効果（FE）モデル：差分の差分法（Difference In Differences, DID）、合成コントロール法(Synthetic Control Method、SCM)
  - フロントドア基準
- その他の手法との関係
  - 機械学習（Machine Learning, ML）との関係につていは、Pearl(2019)を参照[4]
  - ベイズ推定（Bayesian inference）との関係については、Alaa and van der Schaar(2017)を参照[5]。ベイズ推定を用いたセミパラメトリックな因果推定の手法として、LiNGAM[6]などがある。
  - 共分散構造分析（Covariance Structure Analysis / Structural Equation Modeling、SEM）との関係については、Morgan and Winship（2007）を参照 [7]

## 介入効果の推定に関する理論的条件
- 条件付き交換可能性
- 無視可能性
- バックドア基準

## その他の関連概念
- 平均因果効果 Average Causal Effect : ACE
- 平均処置効果 Average Treatment Effect: ATE
- 暴露群の平均処理効果(ATT: Average Treatment effect for Treated)

## 2つの潮流

### ドナルド・ルービンらによるもの：潜在反応モデル
→ルービン因果モデル　（Rubin Causal Model、RCM）を参照。

### ジューディア・パールらによるもの：介入「do」の導入
（書きかけの項目です）

### ロビンズらによるもの
（書きかけの項目です）

## 影響・評価

### 社会科学分野

#### 経済学
2010年代には経済学を中心とする社会科学分野において、大学院クラスの統計調査に関するテキストでは、標準的に扱われるトピックとなり、2020年前後には、RCTや自然実験を用いた研究者のノーベル経済学賞の受賞が相次いだ。
- 2019年ノーベル経済学賞：「世界の貧困削減に対する実験的アプローチへの貢献」（RCT）を理由として、バナジー、ディフロ、クレマーが受賞[8]
- 2021年ノーベル経済学賞：「『自然実験』と呼ばれる手法を使って、労働市場に関する新たな知見を提供した」ことを理由として、デビッド・カード、ヨシュア・アングリスト、グイド・インベンスらが受賞した。[9]
- 2024年ノーベル経済学賞：「社会制度が国家の繁栄に与える影響の研究」に関して新しい洞察を提供したことを理由として、ダロン・アセモグル、サイモン・ジョンソン、ジェイムズ・ロビンソンの３氏が受賞した。[10]

#### 政治学
- 柏谷(2018)[11]によれば、2005年から、2015年において、因果推論を用いた論文が670％増加しており、「因果推論革命」「クレディビリティ革命」と呼ばれる状況となっている。

## 書籍
- 星野崇宏『調査観察データの統計科学:因果推論・選択バイアス・データ融合』岩波書店、2009年。
- 伊藤公一朗『データ分析の力　因果関係に迫る思考法』光文社〈光文社新書〉、2017年。
- 中室牧子、津川友介『原因と結果の経済学: データから真実を見抜く思考法』ダイヤモンド社、2017年。ISBN 978-4478039472。
- Judea Pearl, Madelyn Glymour, Nicholas P. Jewell 著、落海浩 訳『入門統計的因果推論』朝倉書店、2019年。ISBN 978-4254122411。
  - 原著：Judea Pearl, Madelyn Glymour, and Micholas P. Jewell (2016). Causal Inference in Statistics: A Primer. Wiley
- Hernán MA, Robins JM (2020). Causal Inference: What If (PDF) . Boca Raton: Chapman & Hall/CRC. (accessed 2022-05-15)
- ヨシュア・アングリスト ＆ ヨーン・シュテファン・ピスケ 著、大森義明, 田中隆一, 野口晴子, 小原美紀 訳『ほとんど無害な計量経済学』NTT出版、2013年。ISBN 978-4757122512。
- 安井翔太『効果検証入門〜正しい比較のための因果推論/計量経済学の基礎』技術評論社、2020年。ISBN 978-4297111175。
- 岩波データサイエンス刊行委員会 編『岩波データサイエンス Vol.3』岩波書店、2016年。ISBN 978-4000298537。